# بيثارا
بلدية بيثارا (بالإسبانية: Pizarra) هي بلدية تقع في مقاطعة مالقة التابعة لمنطقة أندلوسيا جنوب إسبانيا.

## الديموغرافيا
بلغ عدد سكان بلدية بيثارا 9.137 نسمة عام 2011 (وفقاً للمعهد الوطني الإسباني للإحصاء).
| 6.586 | 6.586 | 6.600 | 7.555 | 8.129 | 8.785 | 9.137 |

## أعلام
- أليخاندرو روبلس غارسيا